# Dwór w Miechowie
Dwór w Miechowie – zabytkowy dwór wybudowany w XIX w., w miejscowości Miechów – wsi w Polsce, w województwie dolnośląskim, w powiecie górowskim, w gminie Niechlów.

## Opis
Dwukondygnacyjny obiekt wybudowany w stylu klasycyzującym jest przykładem śląskiej architektury dworskiej. Zabytek postawiony z cegły ceramicznej i kamienia na planie czworoboku jest podpiwniczony i posiada użytkowe poddasze. Dwór zwieńczony dachem czterospadowym pokryty jest falistymi płytami azbestowo-cementowymi. W środkowej części murowanego budynku, zwieńczonej tympanonem znajduje się wejście, do którego prowadzą ceglano-betonowe schody z balustradą wykonaną ze stalowych rur. Zabytek jest częścią zespołu dworsko-parkowo-folwarcznego, w skład którego wchodzą jeszcze: park i folwark.